# Такис Зьогас
Такис Зьогас (на гръцки: Τάκης Ζιώγας) е гръцки фотограф от Македония.

## Биография
Такис Зьогас е роден в западномакедонския град Костур в 1934 година в семейството на Василис Зьогас от Лошница. В младите си години работи във фотографското ателие на Т. Карапацакидис в Костур, от когото научава фотографския занаят, като работи с италиански фотоапарат „Пронто“ (6×9). По-късно купува „Ролейфлекс“ (50mm f/4 Шнайдер Супер-Ангулон) и започва да посещава фотографското Училище ABC.
Първата му фотоизложба е групова в 1977 година в Костур заедно с още петима фотографи. Оттогава до смъртта си през 2010 година Зьогас излага свои творби в самостоятелните си и групови фотоизложби в Костур, както и в Атина (Академия „Лайка“), Солун (Солунски фотоцентър), Митилини, Торонто, София и Берлин. Същевременно заедно с Димитрис Цурцулас преподава фотографско изкуство към Музикално-литературното сдружение „Хармония“ в Костур. Зьогас издава два фотоалбума: „Костур. Хора - езеро - места“ («Καστοριά. Άνθρωποι – Λίμνη – Τοπίο») и „Ном Костур. Мястото и времето“ («Νομός Καστοριάς. Ο τόπος και ο χρόνος»). Творбите на Зьогас възхваляват природната и градска красота на Костур и улавят живота и професиите на обикновените жители на града и селата в Костурско.
Умира на 12 ноември 2010 година.